# Мирный (Курский район)
Ми́рный — посёлок в Курском районе (муниципальном округе) Ставропольского края России.

## География
Расстояние до краевого центра: 360 км.
Расстояние до районного центра: 52 км.

## История
Дата основания: 1929 год.
В соответствии с Указом Президиума Верховного Совета РСФСР от 21 сентября 1964 года посёлок Центральная усадьба совхоза № 7 «Моздокский» переименован в посёлок Мирный.
До 16 марта 2020 года Мирный являлся административным центром Мирненского сельсовета.

## Население
| 1989 | 2002  | 2010  | 2021  |
| ---- | ----- | ----- | ----- |
| 1631 | ↗1892 | ↘1862 | ↗1976 |

По данным переписи 2002 года в национальной структуре населения русские составляли 30 %, чеченцы — 29 %.

## Инфраструктура
- Культурно-досуговый центр
- Рядом с улицей Советской расположено общественное открытое кладбище площадью 35 000 м²[8]

## Образование
- Детский сад № 4 «Золотой ключик»
- Средняя общеобразовательная школа № 13

## Памятники
- Братская могила 901 советского воина, погибшего в боях с фашистскими захватчиками. 1942—1943, 1957 года[9]